# Колгутты
Колгутты (каз. Қалғытты) — упразднённое село в Аягозском районе Восточно-Казахстанской области Казахстана. Упразднено в 2019 г. Входило в состав Акшатауского сельского округа. Код КАТО — 633443400.

## Население
В 1999 году население села составляло 114 человек (57 мужчин и 57 женщин). По данным переписи 2009 года, в селе проживало 96 человек (47 мужчин и 49 женщин).